# Christina Petronella Achenbach
Christina Petronella Achenbach (Den Haag, 18 december 1816 – aldaar, 25 november 1907), ook bekend onder haar artiestennaam Mejuffrouw Achenbach,  was een Nederlandse concertzangeres. 

## Biografie
Christina Petronella Achenbach was de oudste dochter van Jan Achenbach en Petronella Maria Philippina Cornelia Hespe Ondaatje. Ze groeide op in een gezin van vijftien kinderen. Ze kreeg muzikaal onderwijs aan de Koninklijke Muziekschool en sloot zich aan bij het koor van de Maatschappij tot Bevordering der Toonkunst in Den Haag. Ze zong als contra-alt. Haar stem en intonatie werden geprezen in de kritieken.
Tussen 1836 en 1856 trad ze op verschillende plaatsen in Nederland op. In 1836 zong ze Händel en Mozart op het grote muziekfeest van de Maatschappij tot Bevordering der Toonkunst in Amsterdam. In Den Haag trad ze in 1848 trad ze op tijdens een concert voor hulpbehoevende kunstenaars, in 1849 gaf ze concerten voor de armen en in 1850 voor de 'noodlijdenden door de watersnood'. Achenbach werd in 1848 erelid van de Maatschappij ter Bevordering der Toonkunst. Haar laatst bekende optreden was in 1858.
Achenbach trouwde niet en bleef kinderloos. Ze overleed op 91-jarige leeftijd.